# Estadio Monumental de Maturín
Estadio Monumental de Maturín är en fotbollsanläggning i staden Maturín i Venezuela. Estadio Monumental de Maturín byggdes 2007 inför Copa América 2007 rymmer upp till 52 000 åskådare och kostade cirka 84 miljoner USD. Den är största stadion i Venezuela med sittplatser för 52 000 åskådare. Det var en av platserna för 2007 års Copa America och är också hemarenan för Monagas Sport Club. Det venezuelanska fotbollsförbundet utsåg det som en av arenan för 2009 års sydamerikanska U20-mästerskap.

## Byggnaden
Hela stadion är byggd med individuella sittplatser. Den har en parkering för 3 786 fordon, ett kommersiellt område på 26 381 kvadratmeter, 44 radiobås, 8 tv-studior, sviter och presidentkiosk, delegatlounge, antidopningskontrollrum och pressrum, tre hissar, en parkering reserverad för myndigheter och spelare, två omklädningsrum, omklädningsrum för domare och säkerhetspersonal, bollpojkar och musikband.
Deras positioner är fördelade enligt följande:
- Västerländsk sektor: 8 116
- Västsektor 3 vänster: 2 977
- Västsektor 3 höger: 2 966
- Norra sektorn: 7 719
- Södra sektorn: 7 719
- Östra sektorn: 11 389
- Östra sektor 3 vänster: 3 892
- Östra sektor 3 höger: 3 891

Totalt avsatt: 48 669
- Reporterplatser: 506
- Radio- och tv-bås: 300
- Svitnivå 1: 560
- Svitnivå 2: 1 337
- Hedersläktare: 220
- Funktionshindrade: 204

Total kapacitet för stadion: 52 000 

## Copa America 2007
Arenan var en av arenorna för Copa América 2007 och höll följande matcher:
| Datum      | Tid(EDT) | Lag #1    | Res. | Lag #2   | Runda       |
| ---------- | -------- | --------- | ---- | -------- | ----------- |
| 2007-07-01 | 16.00    | Brasilien | 3-0  | Chile    | Grupp B     |
| 2007-07-01 | 18.15    | Mexiko    | 2-1  | Ecuador  | Grupp B     |
| 2007-07-08 | 16.00    | Mexiko    | 6-0  | Paraguay | Kvartsfinal |